# Grand Tour (programma televisivo)
Grand Tour è stato un programma televisivo che ha illustrato alcune bellezze paesaggistiche d'Italia, in onda su Rai 1 nell'estate 2019.

## Il programma
Il programma è nato come spin-off di Linea verde. In ogni puntata si presentava un percorso in grado di raccontare ed elogiare le bellezze Italiane. 
La conduzione è stata affidata a Lorella Cuccarini, Angelo Mellone e Peppone.

## Edizioni
La prima edizione è andata in onda su Rai 1 dal 2 al 23 agosto 2019 al venerdì sera, ad eccezione della puntata del 13 agosto che è stata trasmessa di martedì.

### Temi ed ascolti delle puntate
| Data                 | Tematica                                     | Telespettatori | Share  |
| -------------------- | -------------------------------------------- | -------------- | ------ |
| 2 agosto 2019        | In viaggio tra le bellezze della Puglia      | 2.038.000      | 12,4%  |
| 13 agosto 2019       | Da Genova al Monterosa                       | 1.429.000      | 9,2%   |
| 16 agosto 2019       | Viaggio fra il Garda e le Dolomiti           | 1.491.000      | 9,8%   |
| 23 agosto 2019       | Sardegna / Veneto: Brindando sotto le stelle | 1.842.000      | 12%    |
| Media telespettatori | Media telespettatori                         | 1.700.000      | 10,85% |